# Cătălin Hîldan
Cătălin George Hîldan (Bucarest, 3 febbraio 1976 – Oltenița, 5 ottobre 2000) è stato un calciatore rumeno, di ruolo centrocampista.

## Carriera

### Club
Crebbe nelle giovanili della Dinamo Bucarest, esordendo nel campionato nazionale il 2 ottobre 1994 (Steaua-Dinamo 2-0). Con la sua squadra vinse, nella stagione 1999-2000, campionato e coppa. Morì in campo il 5 ottobre 2000, a causa della rottura di un aneurisma.
In Nazionale disputò 8 presenze, segnando una rete: il gol, realizzato alla Georgia, fu il 900º della storia romena. Il 7 ottobre 2000, a 2 giorni dalla morte, in occasione della partita con l'Italia (valida per le qualificazioni ai Mondiali 2002) fu osservato un minuto di silenzio in suo onore.

## Palmarès
- Campionato rumeno: 1

Dinamo Bucarest: 1999-2000
- Coppa di Romania: 1

Dinamo Bucarest: 1999-2000